# Aran Laai
Aran Laai ist eine der indonesischen Kei-Inseln.

## Geographie
Aran Laai liegt an der Westküste von Kei Besar. Südöstlich befindet sich die kleinere Insel Aran Kot. Aran Laai gehört zum Distrikt (Kecamatan) Kei Besar Selatan  des Regierungsbezirks (Kabupaten) der Südostmolukken (Maluku Tenggara). Dieser gehört zur indonesischen Provinz Maluku.